# Wanda Kraków (piłka siatkowa)
Wanda Instal Kraków – męska sekcja siatkarska klubu sportowego Wanda Kraków z dzielnicy Krakowa – Nowa Huta.
W czerwcu 2005 roku w ramach porozumienia sekcji siatkówki mężczyzn KU AZS Politechniki Krakowskiej i KS Wanda Kraków powstał zespół o nazwie AZS Politechnika Wanda Kraków, który funkcjonował tylko przez jeden sezon grając w III lidze.
Awansowali w 2011 do I ligi, zajmując premiowane II miejsce w Turnieju Mistrzów w Krakowie. Po roku spadli z niej zajmując ostatnie miejsce, a potem w wyniku dalszych problemów finansowych zrezygnowali z rozgrywek w II lidze.